# La Rotonda
La Rotonda és un edifici modernista situat a l'avinguda del Tibidabo, el passeig de Sant Gervasi, i el carrer de Lleó XIII de Barcelona, catalogat com a bé cultural d'interès local. Projectat cap al 1906 per Adolf Ruiz i Casamitjana, deu el nom a l'emblemàtic templet de la cantonada, decorat amb mosaic i trencadís per l'artista Lluís Bru. També s'hi van fer servir elements ceràmics de Pujol i Bausis.

## Història
Té els orígens en la finca del Frare Blanc, adquirida el 1899 per 250.000 pessetes a la família Parés i Cayol per la societat anònima El Tibidabo, que hi va impulsar la construcció d'una ciutat-jardí a banda i banda d'una avinguda. Un dels accionistes, el farmacèutic Salvador Andreu i Grau, hi va fer construir l'Hotel Metropolitan, del qual no s'ha trobat el projecte original, per bé que l'obra ha estat tradicionalment atribuïda a l'arquitecte Adolf Ruiz i Casamitjana i la construcció s'ha datat cap al 1906, quan la revista Arquitectura y Construcción dedicà un petit article (signat per les inicials B. P.) a les obres d'aquest arquitecte, tot constituint la primera referència escrita sobre l'edifici.
Aquest, originàriament de planta en forma de «L», va ser perllongat el 1916 fins al carrer de Lleó XIII, creant un gran vestíbul d'accés des del xamfrà, envoltat per espais que mostren una disposició radial respecte de la façana. El 1918, Salvador Andreu va demanar permís per a remuntar-hi dos pisos més, segons el projecte de l'arquitecte Enric Sagnier. El 1945 s'hi va fer una gran reforma, consistent en la modificació de les obertures dels pisos inferiors del cos circular. Així, es van reduir les dimensions de les finestres de la planta baixa, mentre que les obertures de ventilació corresponents al semisoterrani van ser transformades en portes rectangulars. El responsable fou l'arquitecte Joaquim Lloret i Homs.
A mitjan segle xx, l'edifici experimentà una intensa reforma, dirigida per l'arquitecte Josep Maria Sagnier, que proposava una redistribució dels espais interiors, així com l'aixecament de dos nous pisos, i suprimia el coronament de pinacles de la façana. El 1953, el mateix arquitecte projectà dues galeries a la cantonada entre el passeig de Sant Gervasi i el carrer de Lleó XIII. En un article publicat el 19 d'octubre del 1956 a la revista Solidaridad Nacional, es descriu el nou hotel residència La Rotonda, «uno de los mejores en su genero que tenemos en España». Disposava de 73 apartaments amb una saleta moblada, bany i office. El gran saló de festes tenia una capacitat de 350 comensals i el restaurant-jardí d'estiu, molt espaiós i projectat amb gust exquisit. El periodista conclou: «En el curso de la recepción, fue servido un exquisito vino de honor, renovándose las felicitaciones a los señores de Andreu, por haber ofrecido a Barcelona uno de los hoteles más suntuosos con que cuenta nuestra ciudad».

### Decadència i rehabilitació amb polèmica
El 1975, era en estat lamentable i l'enderroc semblava imminent, però la mobilització ciutadana va reeixir que el 1976 fos inclòs al Catàleg de Patrimoni de l'Ajuntament de Barcelona i així es va poder salvar. Les parts protegides són la façana del carrer i el templet-mirador de l'edifici original en «L», és a dir, allò projectat per Adolf Ruiz i Casamitjana.
A la dècada del 1980, es va convertir en una clínica per a malalts terminals i hospital psiquiàtric (Fundació Sociosanitària de Barcelona). L'any 1999, l'edifici va ser adquirit pel grup immobiliari Núñez i Navarro, que va mantenir el lloguer a la Fundació fins al 2003. El 2006 es va presentar un projecte d'ampliació i reforma per a oficines, locals i aparcaments, obra de l'arquitecte Alfred Arribas Cabrejas, que preveia l'enderrocament de l'ampliació noucentista d'Enric Sagnier: «Al cos inicial se li van afegir d'altres als anys 20 i 30, l’arquitecte dels quals n’era l’Enric Sagnier i Villavecchia, continuant un dels dos cossos que formaven la L pel Passeig de Sant Gervasi fent la cantonada amb el carrer de Lleó XIII. Aquesta edificació manté la mateixa alçada que el primer i comunica per dins amb aquest. L’estil però és força diferent. L’edifici original és considerat com a modernista, i aquest segon no.» Aprovat definitivament el maig del 2008, va comptar amb el rebuig veïnal, agrupat entorn de la plataforma Salvem La Rotonda, que va impulsar diverses accions de protesta i un recurs contenciós administratiu. Malgrat que el Tribunal Superior de Justícia de Catalunya va anul·lar el Pla de millora urbana (PMU), les obres van continuar endavant, culminant amb una jornada de portes obertes el setembre del 2016.
El 2019, una altra sentència del TSJC ordenava l'enderrocament de l'obra nova, cosa que l'Ajuntament de Barcelona va solventar mitjançant la formulació d'un nou planejament, aprovat definitivament el 2024.

## Descripció
Amb una planta en forma d'«U», consta de soterrani, planta baixa, entresòl i cinc pisos, amb un primer ras de soterrani que només es desenvolupa del costat més oriental de la parcel·la. Un dels elements més destacats del conjunt i que alhora és responsable del popular nom de la finca, és precisament la torre angular del xamfrà.

### Exterior
Presenta dos registres d'obertures (portes i finestres) a la planta baixa i entresòl, a diferència del primer i segon pis, amb obertures en balcó, decorades amb relleus de motius vegetals i figurats que s'obren a una llosana correguda. Les finestres del tercer nivell disposen d'arcs escarsers d'extrems lobulars amb decoració escultòrica i a l'espai de façana que se situa entre aquestes, es disposen uns plafons quadrats, que suporten un pla de mosaics i tessel·les. Per sobre d'aquest nivell es desenvolupa el templet que clou el cim de la rotonda; de planta circular se suporta amb un pòrtic de vuit columnes, sobre les quals imposten sengles arcs mixtilinis que suporten l'estructura de la cúpula rebaixada de creueria que cobreix el conjunt. Tots els elements estructurals estan ricament decorats, així, les columnes mostren un basament amb aligots de pedra artificial, un fust revestit de mosaic de tessel·les i capitells amb unes grans flors vermelles ceràmiques en relleu. La cúpula presenta una profusa decoració, tant exterior (amb aplacats de ceràmica vidrada de diferents motius i tonalitats) com a interior revestit amb mosaic de tessel·les amb motius florals. Destaca també la presència -a manera de gàrgoles medievals- de les figures de vuit dracs, realitzades amb ceràmica vidrada de color verd.
La façana que dona a l'Avinguda del Tibidabo s'organitza amb tres visuals clarament diferenciades, tant pel tipus d'obertures (finestres i balcons) com per la distància existent entre elles. A la planta baixa s'hi desenvolupa adossada a la façana una estructura a manera de llarg cobert, que ocupa l'antic espai de terrassa d'aquesta part de la finca. També es localitza en aquesta zona, l'escala d'accés des del xamfrà, la barana de la qual disposa de decoració escultòrica i floral. Destaca el balcó corregut del nivell de principal amb llosana de pedra i barana amb petits pilars coronats amb elements escultora no figuratius. En el següent pis, però, les volades són independents per a cada obertura de balcó, tot convertint-se en finestres a la resta de nivells.
Com a conseqüència de diferents remuntes posteriors, l'alçat se'n retira del plom de la façana a partir de la vertical visible, tot generant una terrassa al ras de quart pis. Per sobre d'aquest nivell, l'edifici continua el seu alçat amb un cinquè pis tot generant altrament una terrassa que pràcticament es desenvolupa a la mateixa cota que el paviment del darrer nivell de la Rotonda.
La façana que dona al passeig de Sant Gervasi disposa de dos projectes dissemblants. La part més antiga mostra una composició força similar a la ja esmentada, tant pel que fa elements i llenguatge emprat, com per la seqüència de remuntes. Malgrat tot, s'hi observen certes petites diferències, car existeixen tres tipus d'acabat en la superfície de la façana. Un registre inferior configurat per un parament de carreus desbastats a buixarda, que es desenvolupa entre els nivells de planta baixa i entresòl. Per sobre d'aquest, s'identifica el mateix tipus de revestiment esgrafiat que a la façana oest i que es desenvolupa entre el primer i tercer pis. Finalment, tot cobrint el coronament del primer pla de la façana, hi ha un arrebossat de tonalitat blanca. La presència del sòcol o primer registre de pedra es deu a l'existència de l'entresòl, que també hi condiciona la presència d'unes noves obertures.
La façana que dona al xamfrà i el carrer de Lleó XIII (actualment desapareguda) mostrava una fesomia de marcat caràcter classicista amb una planta baixa on manaven les línies horitzontals, tant a la disposició de les obertures, com per la presència de pilastres adossades i el carejat petri. Aquesta aparença unitària, però, corresponia a dues ampliacions a les que fou sotmès el nou edifici que s'adossava a la construcció modernista. L'aspecte més destacat del conjunt era precisament el tractament del xamfrà, que presentava una forma hemisfèrica convexa que s'alçava en forma de pòrtic per sobre de la planta baixa fins al segon pis.
A diferència del frontis exterior, les façanes interiors no presenten una voluntat específica pel que fa al seu disseny i acabat. Certament es tracta d'un seguit de galeries, que fan de clos a un cobert de planxa que es desenvolupa tot cobrint l'antic pati descobert de la finca.

### Interior
Les progressives adaptacions i canvis d'ús que ha sofert l'edificació amb el pas dels anys han provocat la pèrdua pràcticament total del programa decoratiu interior (en origen modernista). Resten, però, alguns petits detalls cas dels llums que s'identifiquen tant a les terrasses de les remuntes superiors com en les galeries que afronten al pati interior de la finca. S'ha de destacar de manera especial l'escala principal de secció poligonal, la qual, tot i les modificacions i remuntes realitzades, manté encara la configuració i fesomia del seu disseny original.

## Galeria d'imatges

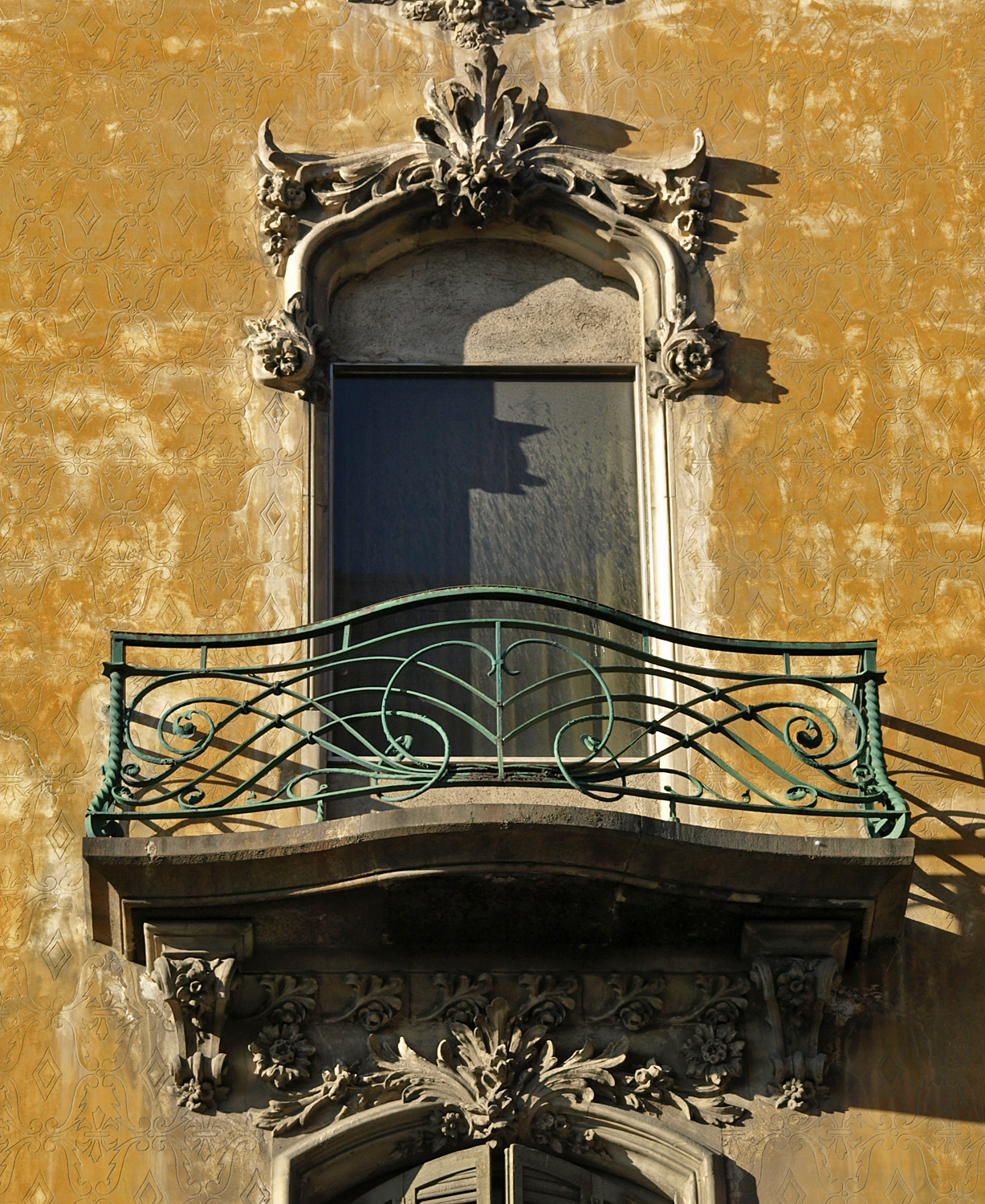
Balcó
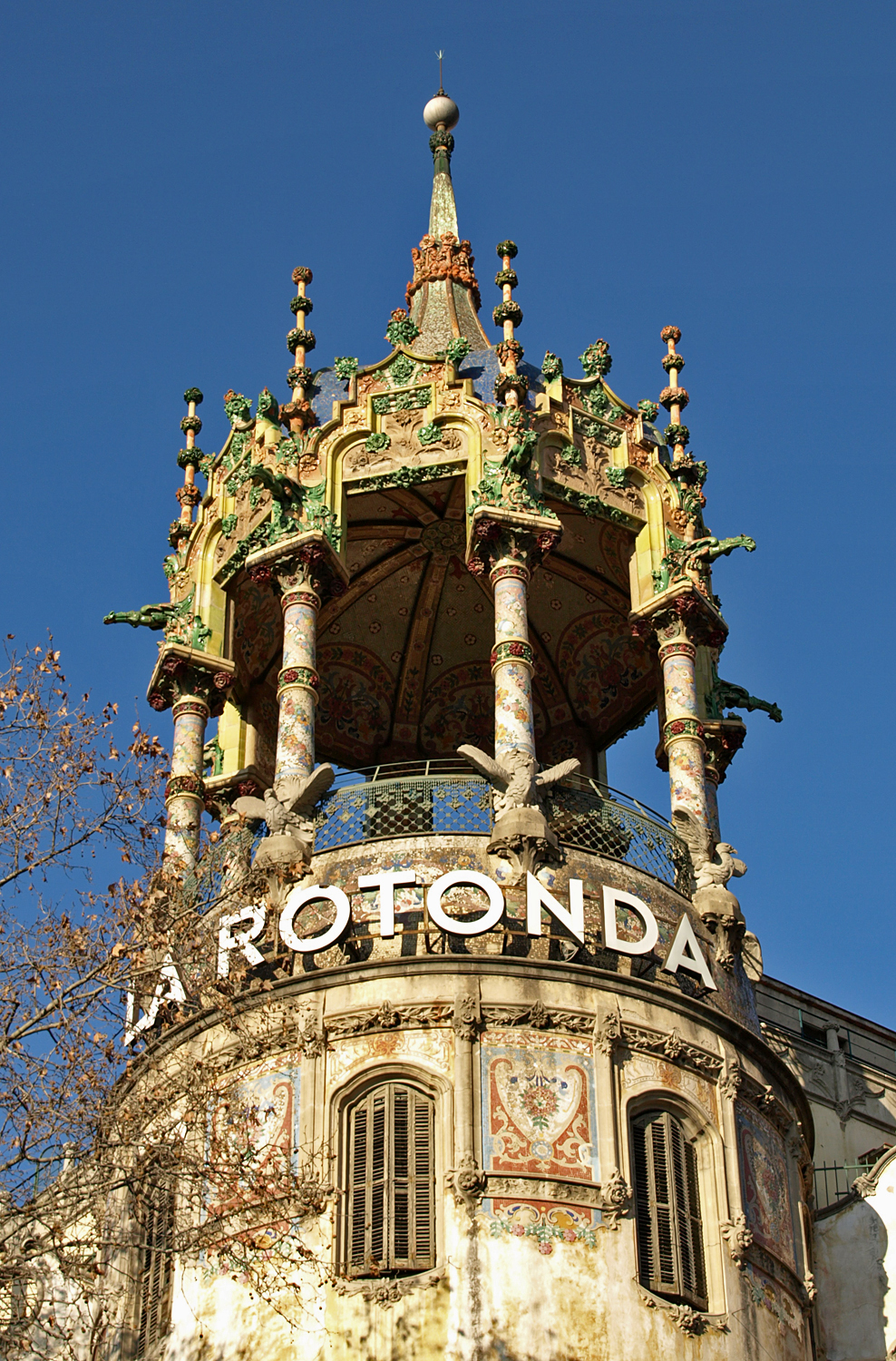
Templet
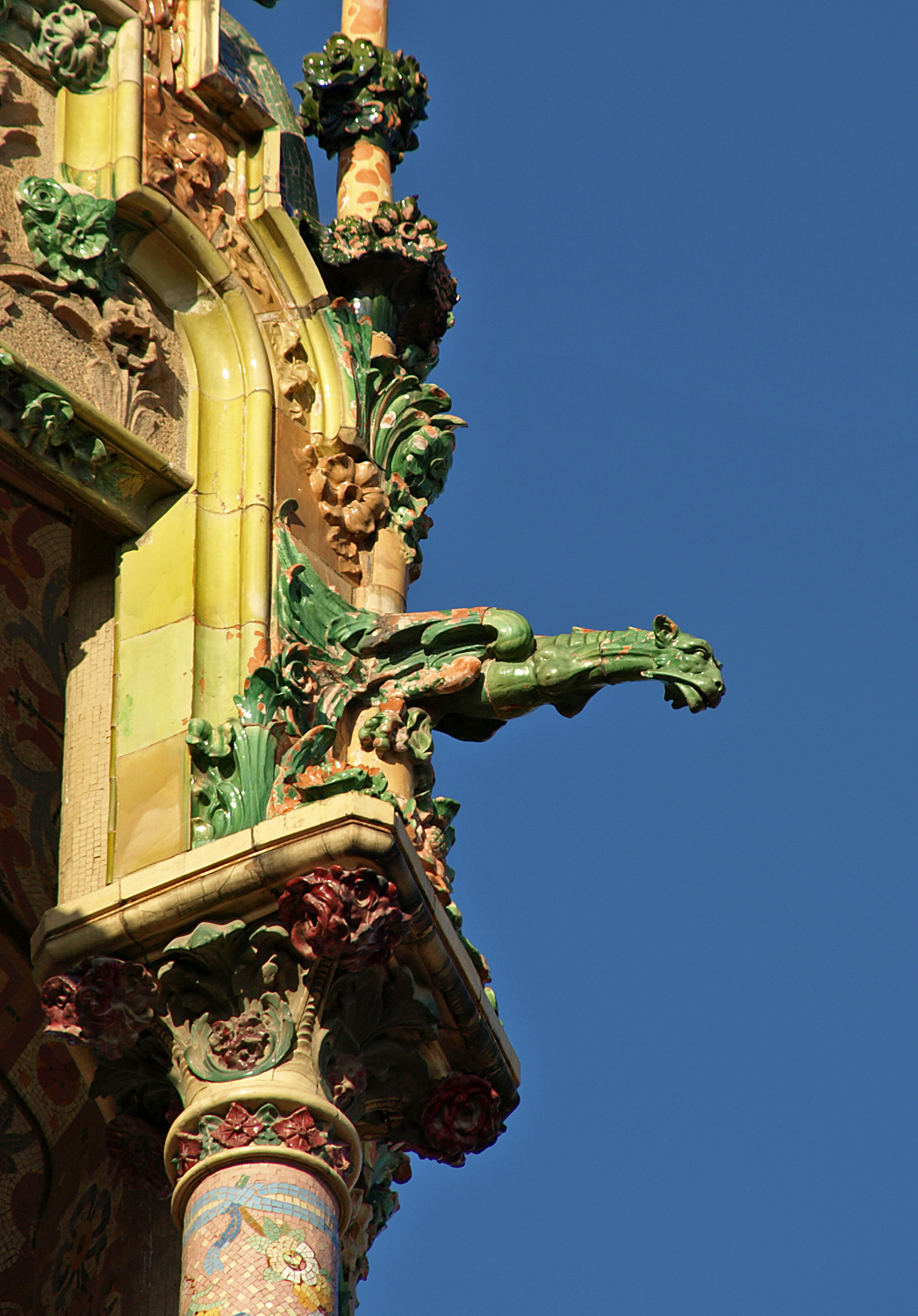
Escultura d'Adolf Ruiz
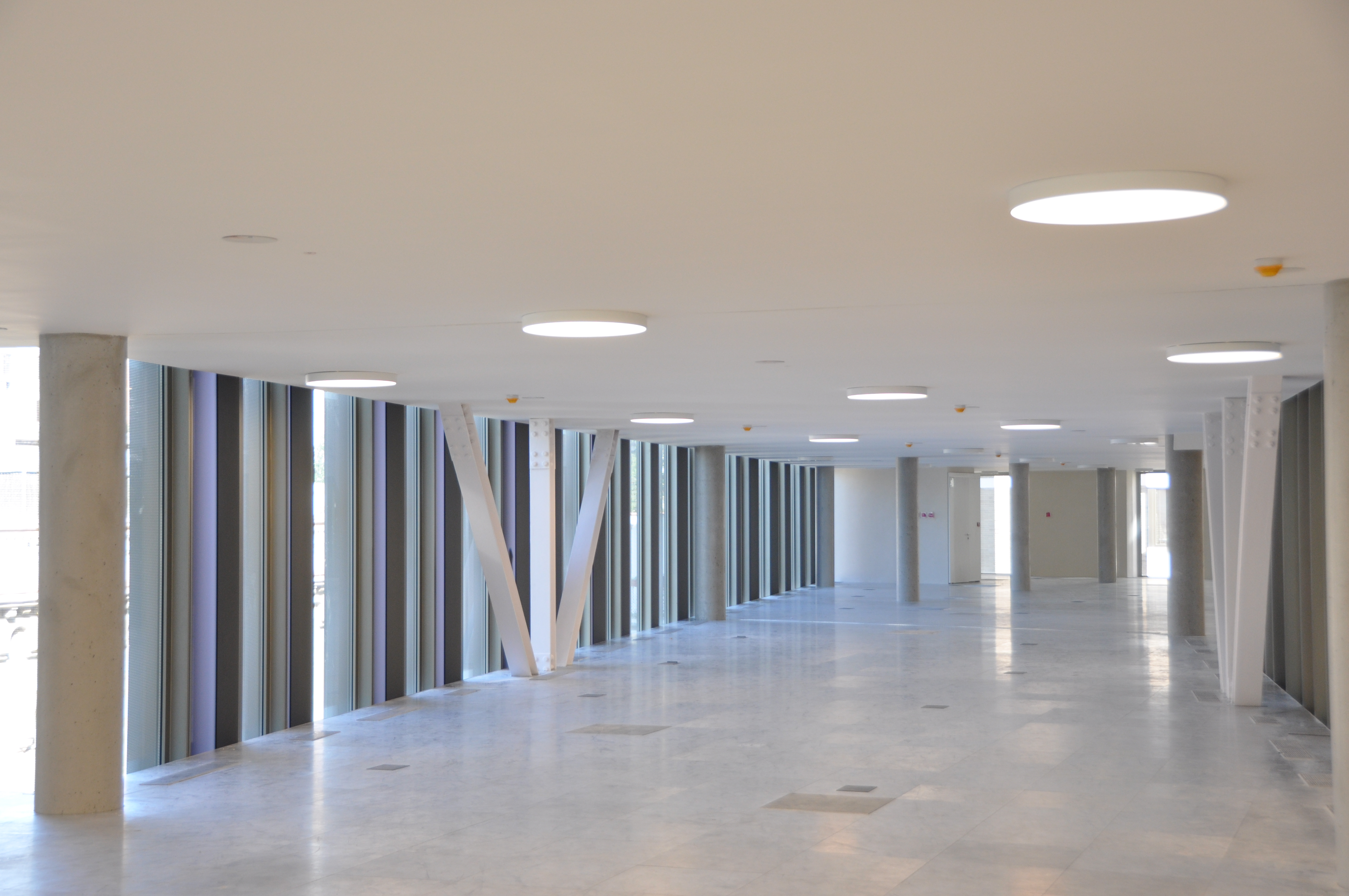
Resultat de la reforma